# Tabor Wielki
Tabor Wielki (česky Velký Tábor) je vesnice založená českými exulanty. Nachází se v Polsku v gmině Bralin, přibližně 3 km západně od Bralinu a 141 km jihovýchodně od krajského města Poznaň. Na toto místo byla vesnice přestěhována v roce 1876.

## Historie
Friedrichův Tábor (německy Friedrichstabor) byl založen v roce 1749 českými pobělohorskými exulanty shromážděnými v Münsterbergu v pruském Slezsku. Pruský král Friedrich II. ve snaze splnit Čechům své sliby povolil prvním 34 českým rodinám usadit se v pustém vřesovišti baldovického lesa na pozemcích, které patřily Ernestu Johannu Bironu. Zde bylo vyměřeno 50 nedělitelných dědičných usedlostí. Biron byl ve vyhnanství na Sibiři a Friedrich II. spravoval jeho pruský majetek. Jméno nové české obce vyjadřovalo úctu exulantů k tomuto pruskému králi a k husitské tradici. V roce 1750 žilo v Táboře už 75 rodin, v roce 1754 byla v baldovickém lese založena další kolonie pro 14 českých rodin Malý Friedrichův Tábor. Její původní název Žižka se neujal. Dalšími českými osadami v okolí byla Veronikapol a blízká zpustlá ves Čermín, jež se v roce 1764 dostala do dědičného pachtu českých exulantů. V roce 1764 se Bironova rodina opět ujala svého panství a odmítla nabídku královských úřadů na odkoupení obsazených pozemků. Exulanti měli od počátku založení Friedrichova Tábora privilegium od krále – sbírat v lese soušky na otop. Knížeti Bironovi se toto právo nelíbilo a smlouval s Čechy o jeho zrušení. Ti požadovali jako náhradu další půdu a kníže souhlasil s tou podmínkou, že se všichni přestěhují jinam. Ke stěhování Velkého Tábora došlo až v roce 1876. V roce 1885 byl na novém místě otevřen cihlový kostel. V místě, kde se původně nacházela česká exulantská obec Friedrichův Tábor, stojí v lese kamenný pomník. Nedaleko něj byl pohřben Josef Kačer a náhrobek je stále patrný.
V roce 1911 měla táborská farnost 1500 osob. Po první světové válce připadla tato část Dolního Slezska nově vytvořené druhé Polské republice. Žádosti Čechů o reemigraci do vlasti nebylo vyhověno, vystěhovalo se jen několik rodin. Po druhé světové válce si potomci evangelických českých exulantů z Táborska zorganizovali svůj přesun do Čech (či jinam do světa) sami. Po válce docházelo v Polsku k okrádání, lynčování a vyhánění českých i německých obyvatel, Polsko neuznávalo a netolerovalo národnostní menšiny, ty musely co nejdříve odejít a to bez majetku.

### Založení dalších českých kolonií
Spolu s Čermínskými se Táborští přímo podíleli na založení města Zelov (1803) a později vesnice Kučov (1818).